# 北大樊立勤大字报事件
北大樊立勤大字报事件，2018年5月4日，五四运动99週年，北京大学一百二十周年校庆日，北京大学校友樊立勤当天中午1点左右在校內三角地地带张贴了24页的大字报，标题是《维护党章，中国必须坚决反对搞个人崇拜，坚守宪法，国家领导人必须实行任期制即限任制》，内容针对中共中央总书记习近平。
據當天博訊新聞網轉載，海洋大学退休教授张曼平與樊立勤之錄音所述，樊立勤帶著大字報與三冊《我和鄧樸方暨中國政爭》進入北大校園，在三角地貼完24页大字报後约10分钟，便被隨後趕來的警察、便衣、学校保卫处人員撕下，並把樊立勤圍起來，連說帶勸的讓樊離開但未果，最後樊立勤被护送其出西校门。而文章內容事先被翻拍並制成電子檔案傳出，全文才得以留存。
這也是繼北大岳昕事件不到兩周後，北京大学再度出現大字報的事件。

## 背景
樊立勤为邓小平的长子邓朴方好友，曾著有《我和邓朴方暨中国政争》。